# 日本ナレーション演技研究所
日本ナレーション演技研究所（にほんナレーションえんぎけんきゅうじょ）は、声優事務所であるアーツビジョン付属の声優養成所。略称で日ナレ（にちなれ）と呼ばれることもある。

## 概要
1985年（昭和60年）に発足したアーツビジョンの若手による勉強会「スタジオ201」を母体に1990年（平成2年）に設立。クラスは基礎科→本科→研修科の順で、入所前に舞台等の出演経験があり入所面接で認められれば基礎科は免除となる。入所中でも年度末に行われる進級審査を一次審査とする関連会社オーディションで優秀であると認められればクラスに関わらず、グループプロダクションに所属をする事が出来る。
関連会社への所属は原則、日本ナレーション演技研究所の入所生に限られている。
現在では行われていないが、2006年（平成18年）まで「アーツビジョン無料新人育成オーディション」が年に1回行われていた。それに合格すると特待生として無料で日ナレのレッスンが受けられるほか、優秀だと認められた場合はプロダクションに所属することもできた。
ヴォーカリスト、ダンサーの養成所として、バンプレストより引き継いだミューラスエンタテインメントも運営。

## 事業所・養成所
※2023年9月現在、三大都市圏(東名阪)と仙台市に展開している。
- 本社：東京都渋谷区代々木1-14-3 松田ビル1F
- 入所センター・事務局本部：東京都渋谷区代々木1-22-1  代々木1丁目ビル 12F
- 代々木校（旧・東京校）
- 池袋校
- お茶の水校
- 立川校
- 町田校
- 大宮校
- 所沢校
- 千葉校
- 柏校
- 横浜校
- 大阪校
- 難波校
- 神戸校
- 京都校
- 名古屋校
- 仙台校 三大都市圏以外では初めての進出。

## グループプロダクション
- アーツビジョン
- アイムエンタープライズ
- ヴィムス
- クレイジーボックス
- アライズプロジェクト
- 澪クリエーション

## 主な出身者
ア＝アーツビジョン所属者
イ＝アイムエンタープライズ所属者
ヴ＝ヴィムス所属者
ク＝クレイジーボックス所属者
ラ＝アライズプロジェクト所属者
他＝他の事務所所属者、フリーランス、声優業引退者

### 女性
| あ行 他 相内沙英 ア 相田さやか イ 赤尾ひかる イ 秋保佐永子 他 浅川悠 ア 浅倉杏美 ヴ 阿部里果 ヴ 天野聡美 ア 天野由梨 他 荒木香衣 イ 飯田友子 ヴ 和泉風花 ア 石井ゆかり 他 石川桃子 ア 石塚さより 他 いのくちゆか 他 伊月ゆい イ 今井麻夏 他 今井麻美 ア 今泉りおな イ 今瀬未知 イ 岩井映美里 他 岩本紗依 他 岩山ちひろ イ 植田佳奈 ク 植田千尋 他 上原さやか ア 植原みゆき 他 上松明子 イ 薄井友里 イ 内田真礼 ヴ 内村史子 他 内山夕実 ヴ 榎吉麻弥 他 近江知永 他 大内茜 ア 太田五葵 イ 大西沙織 ア 大西望 イ 岡咲美保 イ 緒方佑奈 ア 丘野綾子 ア 岡本嘉子 イ 小澤亜李 イ 小鹿なお ラ 小野寺瑠奈 他 小峰華子 イ 折戸マリ ヴ 織部ゆかり か行 ア 籠瀬千恵子 ア 風間万裕子 ク 和優希 他 加藤雅美 イ 金子真由美 ヴ 加納知沙 ラ 鎌倉有那 他 神谷早矢佳 ア 狩野茉莉 ヴ 河井晴菜 他 河津玲奈 イ 川村玲奈 ク 神田祥子 他 菊池志穂 他 菊池由起子 ア 木野智香 他 木村千咲 ア 久保田ひかり 他 倉田雅世 他 栗山桃実 ヴ 黒瀬ゆうこ ク 黒田ひとみ 他 桑谷夏子 ア 小池美輪 ア 河本明子 他 小菅真美 他 小西寛子 ヴ 五味紗也香 | さ行 イ 斎藤千和 他 早乙女翔 ア 榊原望 他 佐久間紅美 他 佐倉綾音 ア 砂倉加奈子 他 桜木つぐみ ア 桜木夕 ア 笹田依里 他 笹本優子 他 佐藤奏美 ク 佐藤英恵 ア 佐野尚美 他 椎名へきる 他 篠田みなみ ア 志乃宮風子 ヴ 篠宮梨乃 他 志村由美 ア 下田麻美 他 下田屋有依 ア 白城なお 他 白鳥由里 ア 菅原祥子 イ 洲崎綾 他 鈴木愛唯 ア 鈴代紗弓 ア 須藤沙織 ア 諏訪彩花 ク 関聡子 イ 関根瞳 ク 瀬名波仁菜 他 芹亜希子 イ 千本木彩花 他 染井夕奈 ク 染谷歩 た行 ヴ 大地葉 他 高木礼子 ア 高橋かおり ア タカハシサヲリ ア 高橋めぐる イ 髙山ゆうこ イ 滝田樹里 ア 瀧本富士子 他 竹達彩奈 イ 武田羅梨沙多胡 ク 田子浩恵 ア 橘ひかり ア 立花日菜 イ 巽悠衣子 他 たなか久美 ア 谷口夢奈 他 田中涼子 ア 珠宮夕貴 イ 田村睦心 他 田村ゆかり 他 近村望実 他 千葉千恵巳 ク 千葉なつみ 他 続木友子 イ 綱掛裕美 ア 手塚ちはる 他 寺本來可 他 東條加那子 他 東山奈央 他 泊明日菜 他 富坂晶 | な行 他 中島沙樹 イ 中原麻衣 ク 中道美穂子 ア 中村繪里子 ア 中村公子 ア 中村祥子 ク 中村有里 イ 長縄まりあ 他 永山奈々 他 那須めぐみ ア 鳴瀬まみ ヴ 新名彩乃 イ 仁後真耶子 ア 新田ひより 他 二ノ宮愛子 他 貫井柚佳 ア 沼倉愛美 ク 根本優奈 他 根谷美智子 ア 野口瑠璃子 ヴ 野村真悠華 は行 ア 羽飼まり ヴ 橋本ちなみ 他 長谷優里奈 ア 長谷川明子 他 秦佐和子 他 服部加奈子 他 濱百合亜 他 林原めぐみ ア 早瀬雪未 イ 早見沙織 ア 早水リサ ア 原由実 ラ 原口祥子 ア 春野杏 ヴ 春村奈々 ア 半場友恵 他 日笠陽子 ヴ 東内マリ子 ア 疋田涼子 ア 一杉佳澄 ク 瞳麻弥 イ 平田宏美 ア 広瀬世華 ア 福島亜美 他 福原綾香 他 福原香織 ア 藤井美波 ア 藤田彩 ア 藤田咲 他 藤田麻美 ア 藤原夏海 他 古川小百合 ヴ 堀江由衣 他 本多陽子 イ 本渡楓 ア 本間三代子 ク 本丸仁美 イ結川あさき | ま行 イ 牧ちひろ ア 牧野天音 ア 又吉愛 ア 松下美由紀 他 松来未祐 他 松倉佐智子 ア 松田颯水 イ 松田利冴 ク 松宮可奈 他 松本さち ア まるたまり ア 水越ゆうこ ア 水橋かおり 他 三石琴乃 他 南央美 他 嶺内ともみ ヴ 峯田茉優 他 宮川美保 他 宮崎羽衣 ク 宮崎水希 他 宮世真理子 他 宮村優子 他 武藤志織 イ 村井美里 他 村岡仁美 他 村上まなつ 他 森永理科 イ 森山由梨佳 ア 門田幸子 や行 他 やじまかずは 他 矢野明日香 イ 薮島朱音 イ 矢作紗友里 ク 山県びわ ア 山崎はるか 他 山口茜 ク 山田みほ ヴ 山本希望 他 山本麻里安 ア 山本美由紀 他 山本由美 ヴ 結名美月 ヴ 優木かな 他 ゆかな ア 行成とあ ヴ 幸村恵理 ク 横町かをり 他 横山智佐 ア 吉住梢 他 吉田小南美 イ 吉田真弓 他 芳野美樹 イ 佳村はるか ア 米丸歩 他 米山明日美 ア 依田菜津 ら行 ア Lynn イ ルゥティン わ行 他 若林直美 他 渡辺久美子 他 渡部恵子 |

### 男性
| あ行 ク 安部憲人 イ 秋葉佑 イ 石井一貴 ア 伊勢文秀 ヴ 伊瀬結陸 ヴ 市川太一 ア 井上悟 イ 猪股慧士 イ 天﨑滉平 ア 岩崎了 イ 岩澤俊樹 他 岩永哲哉 他 岩見聖次 ヴ 内田国俊 他 内田雄馬 ア 梅原裕一郎 ヴ 浦和希 他 江尻拓己 ア 遠藤淳 イ 大塚剛央 ア 大越貴明 他 太田悠介 他 大本命 他 岡崎雅紘 か行 他 花倉洸幸 ヴ 梶裕貴 イ 柏崎隼史 ク 加藤ルイ イ 加藤渉 他 神原大地 ヴ 菊池幸利 ア 北島淳司 他 木村亮俊 ク 栗田圭 他 桑原敬一 ア 小池謙一 ア 國分和人 | さ行 他 佐々木望 ア 笹沼晃 イ 佐藤元 ア 志賀克也 他 柴野嵩大 ア 清水俊彦 イ 下野紘 他 白石稔 他 下和田ヒロキ 他 鈴木達央 他 鈴木千尋 他 鈴木崚汰 他 鈴村健一 イ ソンド た行 他 大河望 イ 高城元気 ア 髙階俊嗣 ア 高梨謙吾 他 髙嶺巌 ア 竹内栄治 ア 武内健 他 竹内良太 ア 武田幸史 他 伊達忠智 ア 田村健亮 イ 丹沢晃之 ア 土屋トシヒデ 他 露崎亘 イ 利根健太朗 ア 鳥海浩輔 | な行 他 中川慶一 ラ 中島卓也 ア 長嶝高士 イ 永塚拓馬 ア 永野由祐 ヴ 夏目響平 イ 成家義哉 他 西健亮 ヴ 西川貴裕 ヴ 野上翔 ア 野中秀哲 は行 他 萩道彦 ア 長谷部浩一 他 浜口慎太郎 ア 濱野大輝 ア 林大地 イ 早川隆之 他 原田友貴 ア 原田マサオ イ 樋口健太 ア 檜山修之 ア 広瀬裕也 ア 福島潤 イ 藤吉浩二 ク 古屋亜南 ア 保志総一朗 ア 細井治 | ま行 ア 前野智昭 イ 間島淳司 イ 松岡禎丞 ア 松田健一郎 ヴ 三上瑛士 ア 宮田浩徳 ア 宮永恵太 他 村瀬歩 ク 村本享太郎 ヴ 室井海人 ア 望月健一 ヴ 本橋大輔 ク 森脇陸三 や行 ヴ 八代拓 ア 安田陸矢 イ 柳田淳一 ア 山下大輝 イ 山根雅史 他 山本和孝 他 吉田ボイス ア 吉本泰洋 わ行 ヴ 和田将弥 ア 渡辺拓海 |

## 特待生オーディション合格者リスト
04期生まではアーツビジョンの直営
- 1986年度（01期生） - 林原めぐみ、天野由梨、渡辺久美子
- 1987年度（02期生） - 佐々木望
- 1988年度（03期生） - 白鳥由里、岩永哲哉
- 1989年度（04期生）
- 1990年度（05期生） - 菊池志穂
- 1991年度（06期生） - 椎名へきる、手塚、矢沢、稲田、中川、吉田
- 1992年度（07期生）
- 1993年度（08期生） - 宮村優子、保志総一朗
- 1994年度（09期生）
- 1995年度（10期生） - 鈴村健一、大河望
- 1996年度（11期生） - 堀江由衣、濱百合亜、藤永晋
- 1997年度（12期生） - 山中亜衣、安部真紀、東浦歩
- 1998年度（13期生） - 鈴木千尋
- 1999年度（14期生） - 尾形文野、石川美希
- 2000年度（15期生） - 高城元気、栗山桃実、水上明子、落合祐里香、出野明日香（現：矢野明日香）
- 2001年度（16期生） - 大津千絵
- 2002年度（17期生） - 下田麻美、今村祈履、梶裕貴
- 2003年度（18期生） - 中村公子、下橋美紀、田中梨絵、本田純一
- 2004年度（19期生） - 篠宮梨乃、寺島愛、小松奈津美、蓑輪奈央子
- 2005年度（20期生） - 畠山美奈子、砂倉加奈子、古川小百合、米丸歩
- 2006年度（21期生） - 香川藍子、藤田陽子、藤田麻美、日笠陽子
- 時期不明者 - 河野亜矢香、中島沙樹

## スポンサー番組

### テレビ
- アニメTV（TOKYO MXほか）
- AG学園 あに☆ぶん（テレビ神奈川、テレビ埼玉、一社提供）
- 精霊幻想記（テレビ東京ほか）

### ラジオ
- 椎名へきる みたいラジオ

## 製作委員会参加作品
- 私がモテないのはどう考えてもお前らが悪い!（2013年）

- とある飛空士への恋歌（2014年）

- さばげぶっ!（2014年）

- 競女!!!!!!!!（2016年）

- セントールの悩み（2017年）

- メルヘン・メドヘン（2018年）

- 無能なナナ（2020年）

- くまクマ熊ベアー（2020年）

- チート薬師のスローライフ（2021年）

## 製作協力作品
※いずれもTBSテレビ木曜深夜アニメ枠の作品である。
- 銃皇無尽のファフニール（2015年）
- 青春×機関銃（2015年）
- ランス・アンド・マスクス（2015年）
- 少年メイド（2016年）
- 坂本ですが?（2016年）
- はんだくん（2016年）
- ガーリッシュ ナンバー（2016年）
- クロックワーク・プラネット（2017年）
- 魔法使い黎明期（2022年）
- 冰剣の魔術師が世界を統べる（2023年）